# Ofensiva de Zaragoza
La Ofensiva de Zaragoza fue una operación militar emprendida por el Ejército Popular de la República durante la guerra civil española. Comenzada el 24 de agosto de 1937 con el objetivo de capturar la capital de Aragón y aliviar la presión militar a las tropas republicanas en el Frente Norte, que en aquellos momentos estaban luchando por la defensa de Santander. Las tropas republicanas del Ejército del Este disponían inicialmente de una gran superioridad numérica y material sobre las guarniciones sublevadas en la zona.

## Antecedentes
La ofensiva rebelde en el Norte llevó al gobierno republicano, presidido por Juan Negrín y con Indalecio Prieto como ministro de Defensa, a lanzar operaciones de distracción en otros frentes para demorar el avance rebelde. Un primer intento llevado a cabo en Brunete, cerca de Madrid, se saldó con una derrota republicana. Después de la caída de Bilbao en el mes de junio, la amenaza militar de los sublevados se cernía ahora sobre Santander. El gobierno decidió por ello lanzar una nueva ofensiva en Aragón con el mismo objetivo. A ello había que sumar la desmoralización que cundía en la retaguardia republicana no solo ante las derrotas en el frente sino también ante los graves conflictos internos existentes en el bando republicano, que ya habían estallado durante las Jornadas de Mayo de Barcelona solo unas semanas atrás. La elección del Frente de Aragón (hasta entonces de carácter secundario) también se debió a que el gobierno quería neutralizar el Consejo Regional de Defensa de Aragón, una institución anarquista que controlaba la franja oriental de Aragón y que actuaba al margen del estado republicano. La ofensiva republicana debía pues distraer efectivos de las tropas rebeldes del frente del Norte, reforzar la autoridad de Madrid en Aragón en detrimento de los anarquistas y hacer olvidar las luchas internas vividas en la retaguardia republicana. 
En julio el Partido Comunista comenzó una campaña de prensa contra el Consejo de Aragón. El 11 de agosto el Consejo fue disuelto por la fuerza; su líder, Joaquín Ascaso, fue detenido así como otros seiscientos anarquistas aragoneses, y la 11.ª División de Líster fue enviada de maniobras a Aragón.

## Orden de batalla

### Fuerzas republicanas
El plan republicano contemplaba que el Ejército del Este (al mando del General Pozas) lanzara una operación de gran envergadura con el objetivo de rodear y capturar Zaragoza, además de efectuar una serie de operaciones secundarias a lo largo del Frente de Aragón. El objetivo militar era la toma de Zaragoza, situada a pocos kilómetros tras las líneas enemigas, acción que supondría un triunfo más que simbólico, ya que esta ciudad era el centro de comunicaciones de todo el frente de Aragón y su ocupación por la República dificultaría sobremanera el control de los rebeldes sobre suelo aragonés. Además, tras un año de guerra, se había reforzado la creencia entre los mandos del Ejército Popular de la República de que la posesión de ciudades clave era una estrategia mucho más ventajosa que el control de grandes áreas de territorio despoblado. Con estas premisas, el general Pozas y su Jefe de Estado Mayor, el coronel Antonio Cordón, establecieron su cuartel general en Bujaraloz.
Las fuerzas a las órdenes de Pozas se dividían en:
- Agrupación A, compuesta por la 27.ª División al mando de Trueba Mirones (Brigadas mixtas 122.ª, 123.ª y 124.ª), junto a la 127.ª Brigada Mixta,[nota 3] 10 blindados y un grupo de artillería.[5][2]

- Agrupación B, compuesta principalmente por la 45.ª División internacional al mando de Emilio Kléber, más un Grupo de artillería y un batallón de ingenieros.[2]

- Agrupación C, un batiburrillo de unidades compuesto por las Brigadas mixtas 102.ª y 120.ª, más una compañía de ingenieros.[2][nota 4]

- Agrupación D, principalmente compuesta por el V Cuerpo de Ejército al mando de Juan Guilloto León "Modesto", formado por las Divisiones 11.ª (mandada por Líster), 46.ª («El Campesino») y 35.ª ("Walter");[5] junto las Brigadas Mixtas 116.ª y 134.ª, más la 4.ª Brigada de Caballería.[2][nota 5]

Las Fuerzas Aéreas de la República Española disponían para la operación de 3 escuadrillas (80 aparatos en total) de I-15 «Chatos» e I-16 «Moscas» más un grupo de Polikarpov R-Z «Natachas».

### Fuerzas sublevadas
Ante estas unidades los sublevados se oponían con las tropas del General Ponte  destinadas en el sector de Zaragoza, y, en menor medida, las tropas del general Gustavo Urrutia en el Frente de Huesca y las del General Muñoz Castellanos en la zona de Teruel. Miguel Ponte estaba al mando del recién creado V Cuerpo de Ejército, compuesto por las divisiones 50.ª, 51.ª y 52.ª, además de 3 brigadas móviles de reserva. Inicialmente disponían de 15 aviones Heinkel. Lo cierto es que para los sublevados el de Aragón constituía un frente secundario y lo tenían bastante descuidado, destinando pocos recursos y tropas a su defensa.

## Desarrollo de las operaciones

Mapas de la ofensiva de Zaragoza
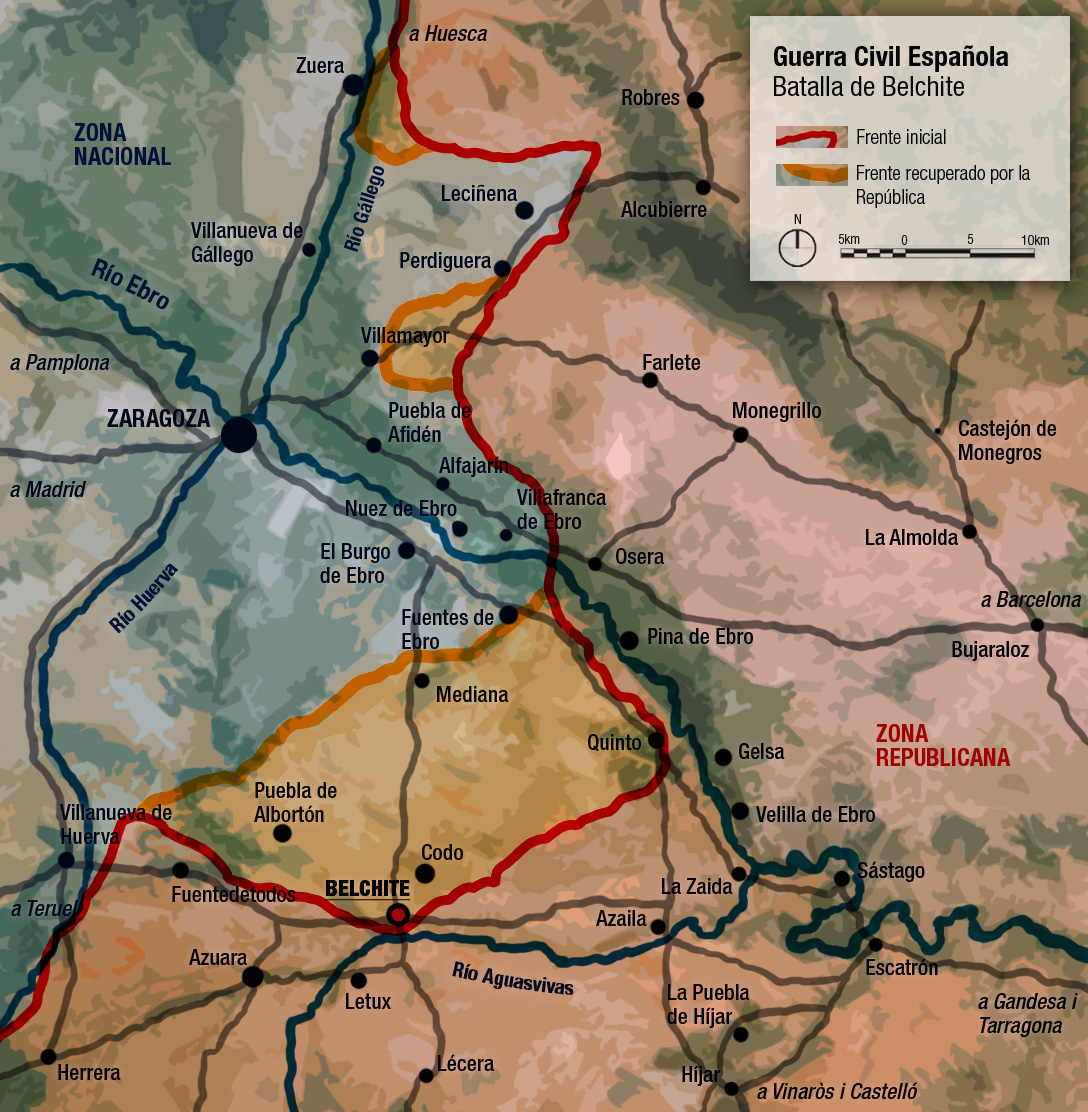
Mapa general que muestra la línea del frente y los avances republicanos.
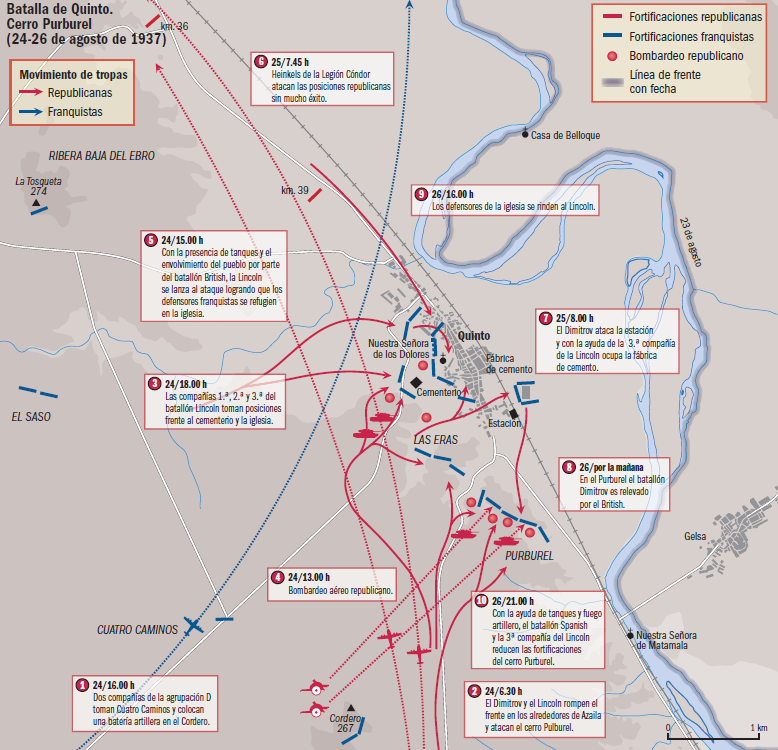
Batalla de Quinto (24-26 de agosto).
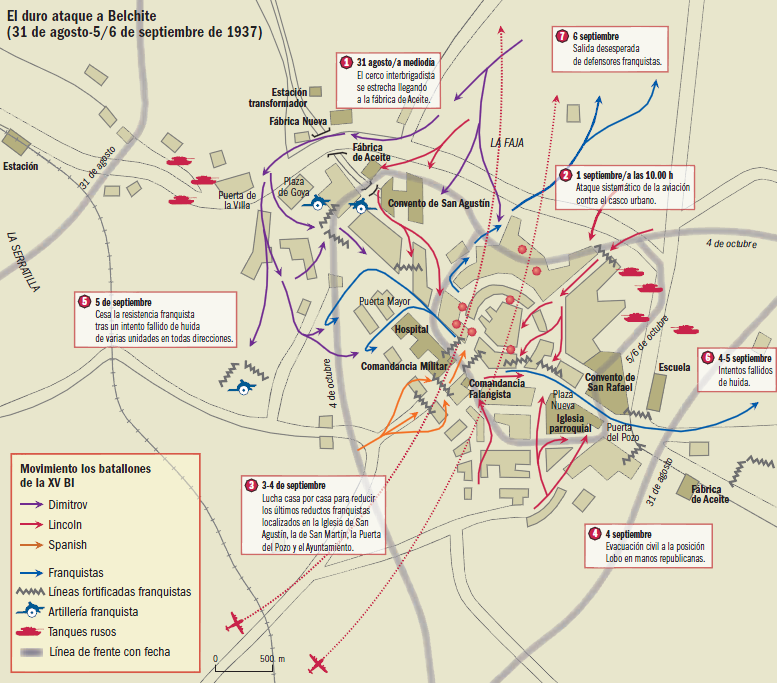
Batalla de Belchite (31 de agosto - 6 de septiembre).

### Ataque republicano
La madrugada del 24 de agosto comenzó la ofensiva republicana sin preparación aérea ni artillera, con ataques en 8 puntos distintos a lo largo de un frente de 100 km. entre Tardienta-Zuera y Villanueva. Al norte de Zaragoza se lanzaron 3 ataques, mientras otras 5 penetraciones se lanzaron al sur, especialmente entre Belchite y Fuendetodos. Dada la debilidad militar de los sublevados en la zona, Quinto y Codo fueron las primeras poblaciones en caer. Los brigadistas internacionales del General Walter pronto aislaron Codo, defendida por 300 sublevados (entre ellos, 182 requetés carlistas del Tercio de Montserrat) frente a los 2.000 soldados atacantes del Ejército Popular. Cuando los republicanos lograron entrar en Codo, se encontraron una pintada grabada en una de las paredes de la localidad: "Por cada rojo que máteis, un año menos de purgatorio". Las tropas republicanas que cruzaron el Ebro cerca de la localidad de Fuentes de Ebro lograron tomar Mediana el 26 de agosto.
La Agrupación A logró avanzar y llega a cruzar el río Gállego, amenazando la localidad de Zuera pero ese fue el límite de los avances republicanos en la zona y el ataque de la primera agrupación quedó detenido. Trueba Mirones lanzó varios asaltos contra Zuera pero no logró tomarla y, por el contrario, las líneas republicanas sobre el río Gállego comenzaron a estar seriamente amenazadas. En el Frente norte el 27 de agosto caía Santander, con lo que fracasaba uno de los primeros objetivos de la ofensiva republicana, que a pesar de todo continuó según el plan previsto. La resistencia de las guarniciones sublevadas sorprendió a las fuerzas atacantes, que contaban con las mejores tropas del Ejército popular y también con muchos de los más destacados y prestigiosos militares republicanos. La aviación republicana, que en los primeros días contó con una clara superioridad aérea, no obstante, actuó de forma descoordinada con las fuerzas de tierra y tuvo en general una actuación deficiente.
Las tropas de la 45.ª División Internacional dirigidas por Emilio Kléber, llegaron a seis kilómetros de Zaragoza y amenazaron directamente la ciudad, pero no lograron lanzar un ataque contra ella. Mientras tanto las Divisiones 11.ª y 35.ª se tuvieron que dedicar a eliminar un foco de resistencia en la localidad de Belchite, en torno a la cual se habían concentrado unos 7.000 combatientes nacionalistas entre soldados y voluntarios civiles dirigidos por el comandante (y alcalde de la población) Alfonso Trallero. La 4.ª Brigada de Caballería al mando de Federico Escofet tuvo una destacada intervención en los alrededores de Belchite, que a la postre también constituyó la primera gran actuación de la caballería en la Guerra Civil. Hacia el 1 de septiembre el avance republicano había quedado totalmente paralizado, especialmente ante la llegada de refuerzos a los sublevados. Franco no repitió el error cometido en Brunete y no paró la Ofensiva del Norte.

### El Asedio de Belchite
La pequeña y bien fortificada población de Belchite (con una población de 3.812 habitantes en 1935) venía siendo desde principios de año uno de los principales objetivos de las tropas republicanas en el Frente de Aragón. El asedio de las tropas republicanas fue desde el comienzo durísimo y, a la vez, la defensa de los sublevados era enérgica, sucediéndose los combates callejeros en medio de un intenso calor del verano aragonés. A los sitiados se les cortó el agua y la falta de comida y suministros médicos empezó a hacerse notar a medida que la intensidad del asedio aumentaba. El alcalde nacionalista de Belchite, Ramón Alfonso Trallero, murió en los combates, así como otros vecinos de la localidad. El asalto final sobre Belchite comenzó desde el 28 de agosto, cuando se hizo evidente que la toma de Zaragoza se había vuelto prácticamente imposible.
Parapetados en fortificaciones de hierro y cemento y disponiendo de varios nidos de ametralladoras, los nacionalistas aprovecharon los edificios de Belchite para instalar su dispositivo cerrado de defensa, colocando sacos de arena como barricadas en las calles de la localidad, además de carros y escombros, todo ello para retardar el avance de las fuerzas republicanas que trataban de reducir la bolsa.

### Contraataque de los sublevados

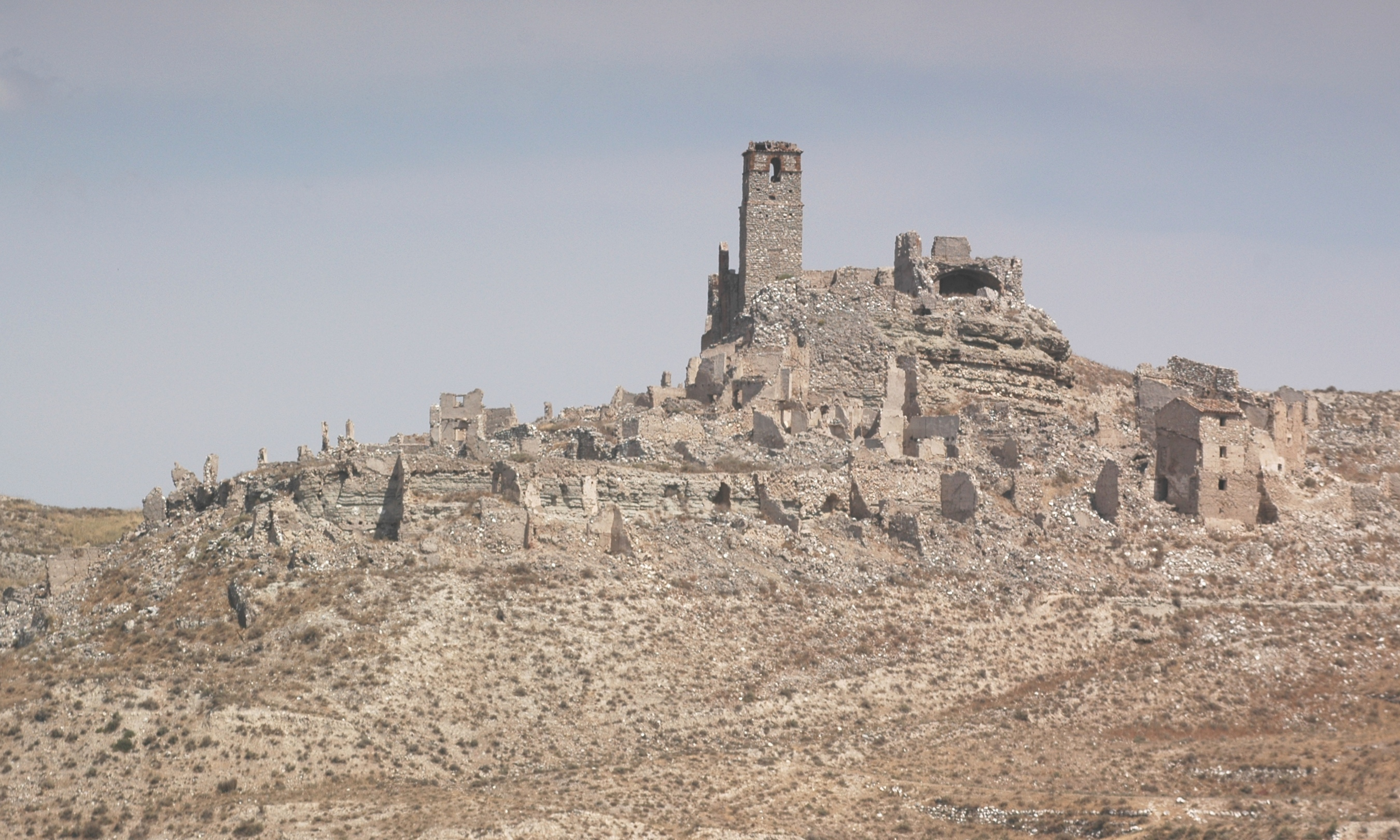
Ruinas del pueblo viejo de Rodén, que quedó destruido durante los combates.

El estado mayor sublevado envió como refuerzo desde el Frente del Centro las divisiones 13.ª de Barrón y 150.ª de Saénz de Buruaga, que lograron contener los últimos coletazos de la ofensiva republicana. También enviaron fuertes refuerzos aéreos a la zona: 40 cazas Fiat C.R.32 y 20 bombarderos Savoia-Marchetti S.M.79 más 20 aviones de abastecimiento, al mando de García Morato.
Barrón dirigió el contraataque en la zona el Norte del Ebro, rompiendo el sitio que se cernía sobre Zuera y logrando reconquistar todos los territorios que las tropas de la Agrupación A habían ocupado temporalmente. Saénz de Buruaga trató de liberar la asediada Belchite, ahora situada a 16 km tras las líneas republicanas, pero las tropas de Líster y los brigadistas de Walter les hicieron frente y lograron frenar su contraataque. El intento de romper el sitio fue en vano, ya que Belchite se rindió finalmente el 6 de septiembre. Después de un ataque fallido de Líster sobre Fuentes de Ebro en octubre, el frente se estabilizó y las operaciones se dieron por finalizadas.

## Consecuencias
Después del fallido asalto de Líster contra Fuentes de Ebro, la República volvía a estar a la defensiva. Aunque desde el punto de vista táctico se ganó un territorio de cierta extensión y la contraofensiva de los sublevados no traspasó sus líneas (a diferencia de lo ocurrido en Brunete), el balance general ante la situación de la guerra en modo alguno podía considerarse satisfactorio para el gobierno de la República. El objetivo final del plan republicano, tomar la estratégica ciudad de Zaragoza, no se cumplió pese al vasto sacrificio de tropas y material. El fracaso creó una irritada controversia entre Prieto y el general Sebastián Pozas, a pesar de que oficialmente el ministro de Defensa había mandado un telegrama felicitando expresamente al comandante del Ejército del Este. Sin embargo, otro telegrama le fue dirigido al general Pozas por el Ministro de Defensa, en el que le decía: 

«Tantas fuerzas para tomar cuatro o cinco pueblos no satisfacen ni al ministerio de Defensa ni a nadie».

Prieto en sus memorias atribuyó el fracaso a los manejos políticos y a la enorme cantidad de oficiales soviéticos que pululan en Aragón, tratando a los militares españoles como si fueran elementos colonizados. Pero tanto Belchite como las otras poblaciones habían sido defendidas fuertemente por las fuerzas franquistas. Para colmo, el escaso territorio tomado en esta ofensiva se perdería sin apenas resistencia apenas unos meses después, en la primavera de 1938. La moral republicana, ya afectada tras los Sucesos de Mayo, volvió a sufrir un nuevo revés por el fracaso ante un fácil objetivo militar. Los republicanos tampoco consiguieron frenar la Ofensiva nacionalista en el norte, que después de conquistar Santander el 25 de agosto continuó hacia Asturias, que cayó tras unas semanas de duros combates.